# Mr. sabato sera
Mr. sabato sera (Mr. Saturday Night) è un film del 1992, che segna il debutto alla regia del suo protagonista Billy Crystal.
Si concentra sull'ascesa e la caduta di Buddy Young Jr., un comico cabarettista. Crystal ha prodotto e co-scritto la sceneggiatura con il duo di sceneggiatori Babaloo Mandel e Lowell Ganz. È stato girato da novembre 1991 a marzo 1992 ed è uscito nelle sale il 23 settembre 1992 dalla Columbia Pictures.
La co-star David Paymer ricevette la nomination all'Oscar come miglior attore non protagonista.